# 若野省己
若野 省己（わかの まさみ）は、日本の物理学者。京都大学名誉教授（1994年3月 総合人間学部教授 定年退官）。

## 研究活動
専門は素粒子論であるが、ジョン・ホイーラーの弟子であり、1958年に白色矮星がベータ崩壊の逆過程に対して不安定であることを示した。
京都大学退官後の2011年に、ジョン・ホイーラーらによる一般相対性理論の大著である Gravitation (1973年) の日本語訳を出版した。

## 主要論文
- K. Harrison, M. Wakano, J. A. Wheeler, Proc. Eleventh Solvey Congress, p.124.
- K. W. Ford, D. L. Hill, M. Wakano, J. A. Wheeler, Annals of Physics 7 (3), 239–258 (1959).
- M. Wakano, Prog. Theor. Phys. 35 (6), 1117-1141 (1966).

## 著書
- B. K. Harrison, K. S. Thorne, M. Wakano, J. A. Wheeler, Gravitation theory and gravitational collapse（University of Chicago Press, 1965年）

## 訳書
- 『重力理論』（丸善 2011年）ISBN 978-4621083277。